# دیوید برنز (بازیگر)
دیوید بورنز (به انگلیسی: David Burns) (زاده ۲۲ ژوئن ۱۹۰۲-درگذشته ۱۲ مارس ۱۹۷۱) بازیگر آمریکایی بود.

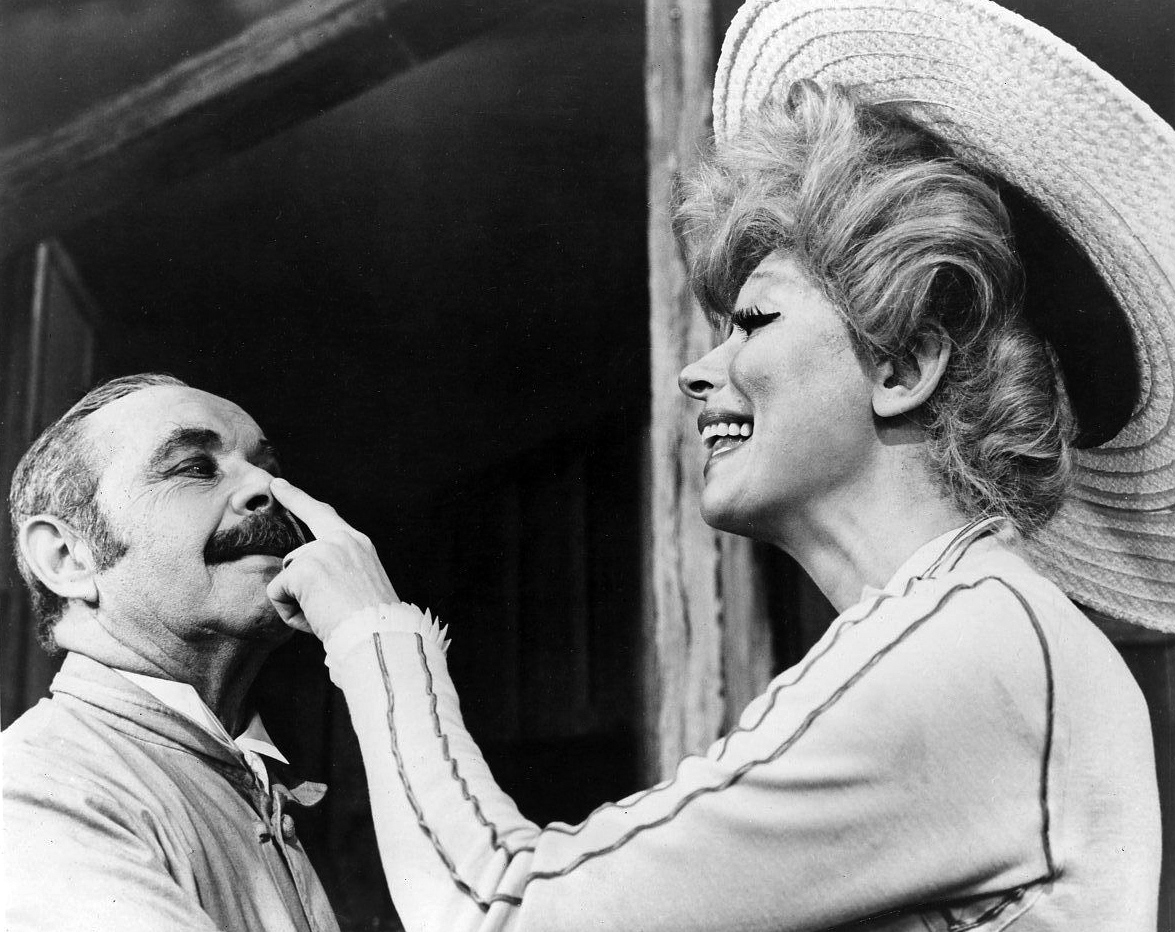
عکس کارول چانینگ و دیوید برنز در نمایش برادوی، سلام دالی

از فیلم‌های معروف او می‌توان به بازی در فیلم هری کلرمن کیست اشاره کرد.